# Arthromeris moulmeinensis
Arthromeris moulmeinensis är en stensöteväxtart som först beskrevs av Richard Henry Beddome, och fick sitt nu gällande namn av Fraser-jenk. Arthromeris moulmeinensis ingår i släktet Arthromeris och familjen Polypodiaceae. Inga underarter finns listade.